# Try (singel Pink)
Try – ballada pop rockowa amerykańskiej piosenkarki Pink wydany 6 września 2012 roku przez wytwórnię RCA jako drugi singel z jej szóstego albumu studyjnego The Truth About Love. Singel został napisany przez Busbee oraz Bena Westma, natomiast jego produkcją zajął się Greg Kurstin. Do utworu nakręcono także teledysk, który wyreżyserowała Floria Sigismondi, a wystąpił w nim Colt Prattes.

## Listy przebojów
| Kraj              | Lista (2012)        | Pozycja |
| ----------------- | ------------------- | ------- |
| Australia         | ARIA Charts         | 6       |
| Austria           | Ö3 Austria Top 40   | 3       |
| Francja           | SNEP                | 15      |
| Nowa Zelandia     | Recorded Music NZ   | 7       |
| Polska            | AirPlay – Top       | 2       |
| Szwajcaria        | Schweizer Hitparade | 2       |
| Stany Zjednoczone | Billboard Hot 100   | 9       |